# Lacrimosa (recviem)

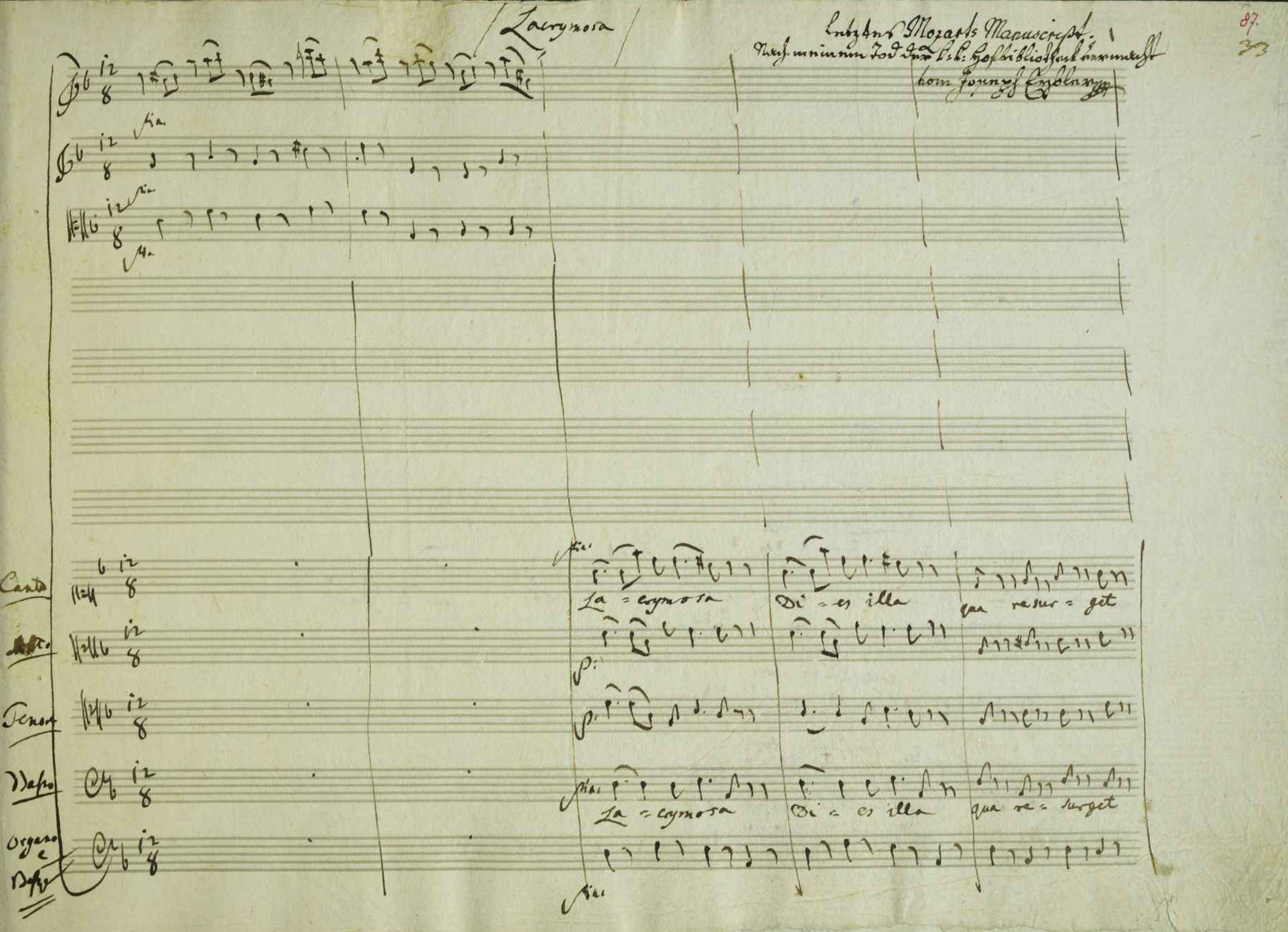
Manuscrisul lui Mozart pentru Lacrimosa (neterminat)

Lacrimosa (în traducere „plină de lacrimi”) este începutul unei strofe a secvenței Dies Irae, parte a unui recviem. Partea respectivă din recviemul în do minor al compozitorului Wolfgang Amadeus Mozart a căpătat importanță din punct de vedere muzicologic, fiind compusă numai în parte de Mozart, scurt timp înainte de moartea sa.

## Text
| Lacrimosa dies illa Qua resurget ex favilla Judicandus homo reus. Huic ergo parce, Deus: Pie Jesu Domine, Dona eis requiem. Amen. | Plină de lacrimi va fi ziua aceea Când se va ridica din cenușă Spre judecată omul vinovat; De aceea ai îngăduință, Dumnezeule, Milostive Doamne Isuse, Dă-i lui odihnă. Amin. |